# Proletarische Frauenbewegung
Die proletarische Frauenbewegung ging aus der Arbeiterinnenbewegung hervor und ist eng mit dem Namen der kommunistischen Frauenrechtlerin Clara Zetkin (1857–1933) verbunden. 

## Entstehung
Als es am Ende des 19. Jahrhunderts zu wachsenden Interessengegensätzen in der (noch) breiten Front der Frauenbewegung kam, formierten sich die proletarischen Frauen zu einer eigenen Organisation. Sie fühlten sich von anderen Organisationen wie z. B. dem Deutsch-Evangelischen Frauenbund, den Katholischen Frauenbund oder dem Jüdischen Frauenbund nicht repräsentiert. Aufgrund der verschiedenen Lebenswelten zwischen Arbeiterinnen und bürgerlichen Hausfrauen kämpften zwar alle Flügel der Frauenbewegung für die Emanzipation, verbanden damit aber verschiedene Forderungen und Vorstellungen.

## Lebenswelten und Unterschiede zur Bürgerlichen Frauenbewegung
Während sich für die bürgerlichen Frauen zunehmend Mann und Familie trennten, waren die proletarischen Frauen im Arbeitsalltag integriert. Die Familie sollte für die bürgerlichen Frauen der Platz sein, an dem sich der Mann erholt, so dass er am nächsten Tag wieder arbeiten konnte. Die Frauen machten den Haushalt, der ihnen durch praktische Erfindungen (wie beispielsweise technische Geräte oder Konserven) zunehmend erleichtert – und damit monoton wurde. Um aus dieser Monotonie auszubrechen, begannen sich diese Frauen verstärkt für karitative Projekte einzusetzen. Mit der wachsenden Organisierung der bürgerlichen Frauen wuchsen auch ihre Forderungen nach politischem Mitspracherecht. Sie engagierten sich auch für Gleichheit im Eherecht, z. B. für ein einfacheres Scheidungsrecht, Gütertrennung und die Freie Verfügung der Frauen über ihr eigenes Vermögen.
Die Arbeiterinnen dagegen hatten kein Vermögen, das sie hätten schützen müssen. Die Frauen waren arm und daher häufig auf Wohltätigkeiten angewiesen. Viele Frauen aus der Arbeiterklasse mussten arbeiten, denn das Gehalt des Mannes reichte für den Unterhalt der Familie nicht aus. Während im Bürgertum, die „passive Frau“ als Statussymbol galt, ging es den ärmeren Arbeiterfamilien ums Überleben.
Da die Arbeiterfrauen durch ihre Rechtlosigkeit auch keine Lohnforderungen stellen konnten, waren sie von Anfang an billigere Arbeitskräfte. Diese Ungleichbehandlung mit den Männern stellte die Auseinandersetzung mit der industriellen Frauenarbeit (und ihre Gleichberechtigung mit den Männern) ins Zentrum der proletarischen Frauenbewegung. Während die Arbeiterfrauen mit der Emanzipation eher eine Gleichberechtigung in der Arbeitswelt verbanden, sahen die bürgerlichen Frauen in der Emanzipation eher den Ausbruch aus ihrer bürgerlich verordneten Passivität. Sie bewirkten mit der organisierten Sozialarbeit auch nach und nach mehr Mitspracherecht in der Politik. Da die bürgerlichen Frauen auch zunehmend die proletarischen Frauen als Adressaten ihrer karitativen Arbeit einbezogen, verstärkte sich die Distanz zwischen den beiden Gruppen. Während sich die Bürgerlichen Frauenvereine in einem eigenen Verband zusammenschlossen, entstanden im Umfeld der Sozialdemokratie eigene, proletarisch-sozialistische Arbeiterinnenorganisationen.

## Organisationsformen der proletarischen Frauenbewegung
Die erste sozialistische Frauenorganisation war der von Pauline Staegemann im Jahr 1873 gegründete "Berliner Arbeiterfrauen- und Mädchenverein". Derartige Vereine wurden jedoch vom Staat durch das 1878 erlassene Sozialistengesetz unterdrückt, weshalb in den 1880ern informelle Strukturen entwickelt wurden. Die Proletarische Frauenbewegung organisierte zunächst in "Agitationskommissionen" und als auch diese verboten wurden durch ein loses Netzwerk von Vertrauensfrauen. Auch nach dem Fall des Sozialistengesetzes im Jahre 1890 ging die Repression weiter: Das preußische Vereinsrecht verbot bis 1908 die Mitgliedschaft von politischen Vereinen. Die Vertrauensfrauen arbeiteten weiter und trafen sich ab 1900 regelmäßig zu offenen Frauenkonferenzen, die alle Aktivistinnen zusammenführten und dem überregionalen Austausch dienten. Im Gegensatz zur sich immer mehr bürokratisierenden Arbeiterbewegung in SPD und Gewerkschaften war die proletarische Frauenbewegung um 1900 sehr basisdemokratisch orientiert. Ihr zentrales Koordinationsorgan der Frauenbewegung war die Zeitschrift Die Gleichheit, welche von Clara Zetkin geleitet wurde.
Zetkin war die dominierende Persönlichkeit in der proletarischen Frauenbewegung, sie hatte im Anschluss an Friedrich Engels und August Bebel die theoretischen Grundlagen einer marxistischen Theorie der Frauenemanzipation neu formuliert und vor allen Dingen erstmals in einem Aktionsprogramm zusammengeführt. Zetkin stand für einen revolutionären Kurs der proletarischen Frauenbewegung, sie grenzte sich sowohl gegen reformorientierte Strömungen in der Arbeiterbewegung als auch gegen die liberal-gemäßigte Bürgerliche Frauenbewegung ab. Zetkin war auch eine militante Kriegsgegnerin, weshalb sie 1917 als Redakteurin der "Gleichheit" abgesetzt wurde: dem sozialdemokratischen Parteivorstand waren ihrer kriegskritischen Artikel zu unbequem.
Neben den Netzwerken von Vertrauensfrauen gab es auch innerhalb der Gewerkschaftsbewegung Aktivitäten der proletarischen Frauenbewegung, bei denen sich insbesondere Emma Ihrer und Ida Altmann hervortaten. Sie erkämpften gemeinsam mit anderen die Einrichtung eines gewerkschaftlichen Arbeiterinnensekretariats, dessen erste Sekretärin ab 1905 Ida Altmann wurde. Die gewerkschaftliche Frauenbewegung setzte sich ein für Arbeitsschutz, Arbeitszeitbeschränkungen sowie für die Abschaffung der bis dahin üblichen Lohnunterschiede zwischen Männern und Frauen, die dieselben Tätigkeiten verrichteten.
Die Novemberrevolution führte zur Spaltung der proletarischen Frauenbewegung in einen reformorientierten sozialdemokratischen Flügel und eine der KPD nahestehende Strömung. Zudem bildete sich ab 1921 ein dem Anarchosyndikalismus nahestehender Syndikalistischer Frauenbund.